# Mons (stacja kolejowa)
Mons (fran: Gare de Mons, nid: Station Bergen) – stacja kolejowa w Mons, w prowincji Hainaut, w Belgii.

## Historia
Stacja Mons została otwarta 19 grudnia 1841, a pierwszy budynek dworca wzniesiono rok później. W 1874 roku został on zastąpiony przez nowy gmach, który pełnił swoją funkcję aż do maja 1944 roku, kiedy został poważnie uszkodzony w trakcie jednego z nalotów bombowych. Po zakończeniu II wojny światowej budynek dworca został odbudowany i oddany do użytku 19 października 1952. Jego autorem był René Panis. Budynek ten służył podróżnym aż do 24 marca 2013, kiedy został zamknięty, a następnie wyburzony na przełomie maja i czerwca 2013. Na jego miejscu powstanie nowy budynek według projektu hiszpańskiego architekta Santiago Calatravy i jego biura (planowany termin ukończenia: połowa 2015). 
Stacja znajduje się na przecięciu linii 96 (Bruksela-Quévy), 97 do Quiévrain i 118 do La Louvière.
19 listopada 2009 miało miejsce wykolejenie się pociągu, które spowodowało śmierć jednej osoby, jedna osoba doznała poważnych obrażeń oraz kilka osób zostało lżej rannych.